# Aloconota eichhoffi
Aloconota eichhoffi – gatunek chrząszcza z rodziny kusakowatych i podrodziny rydzenic.

## Taksonomia
Gatunek ten opisany został po raz pierwszy w 1868 roku przez Wilhelma G.H. Scribę pod nazwą Homalota eichhoffi. 

## Morfologia
Chrząszcz o wydłużonym ciele długości od 2,2 do 2,6 mm. Ubarwienie ma rudobrązowe do brązowego z jasnożółtobrązowymi czułkami i żółtymi odnóżami. Głowa ma małe, niewyłupiaste, całkiem płaskie oczy w widoku górnym o ponad połowę krótsze od rozdętych i niekompletnie obrzeżonych listewkowato skroni. Przedplecze jest wyraźnie szagrynowane. Punktowanie na pokrywach jest wyraźne, niezbyt gęste i chropowate. Stopy tylnej pary mają człon pierwszy znacznie dłuższy od drugiego. Odwłok ma równoległe w zarysie boki, a jego punktowanie jest drobne i rozproszone. U podstawy czwartego tergitu brak jest poprzecznego wcisku.

## Ekologia i występowanie
Owad preferujący góry, przedgórza i tereny pagórkowate.
Gatunek palearktyczny, znany z Wielkiej Brytanii, Francji, Belgii, Niemiec, Austrii, Włoch, Polski, Czech, Słowacji, Ukrainy i europejskiej części Rosji. Na „Czerwonej liście gatunków zagrożonych Republiki Czeskiej” umieszczony jest jako gatunek krytycznie zagrożony wymarciem (CR).